# Test al guaiaco per il sangue occulto nelle feci
Il Test al guaiaco per il sangue occulto nelle feci (gFOBT) è uno dei numerosi metodi che rileva la presenza di sangue occulto nelle feci (sangue invisibile nelle feci). Il test prevede il posizionamento di un campione fecale su carta guaiaca (contenente un composto fenolico, acido alfa-guaiaconico, estratto dalla resina legnosa degli alberi di Guaiacum) e l'applicazione di perossido di idrogeno che, in presenza di sangue, produce un prodotto di reazione blu in pochi secondi.
L'American College of Gastroenterology ha raccomandato l'abbandono del test gFOBT come strumento di screening del cancro del colon-retto, a favore del test immunochimico fecale (FIT). Sebbene si preferisca la FIT, anche il test FOB guaiaco delle popolazioni a rischio medio potrebbe essere sufficiente a ridurre la mortalità associata al cancro del colon di circa il 25%. Con questa minore efficacia, non è sempre stato conveniente sottoporre a screening una vasta popolazione con gFOBT.

## Metodologia
Il test guaiaco delle feci prevede il digiuno di integratori di ferro, carne rossa (il sangue che contiene può rendere il test positivo), alcune verdure (che contengono una sostanza chimica con proprietà perossidasi che possono rendere il test positivo) e vitamina C e agrumi (che può rendere il test falsamente negativo) per un periodo di tempo prima del test. È stato suggerito che il cetriolo, il cavolfiore e il rafano, e spesso altre verdure, dovrebbero essere evitati per tre giorni prima del test.
Durante i test, le feci vengono applicate su un pezzo di carta spesso attaccato a un film sottile ricoperto di guaiaco. O il paziente o il medico spalmano sul film un piccolo campione fecale. Il campione fecale si ottiene catturando le feci e trasferendo un campione con un applicatore. Vengono anche utilizzati campioni di esame rettale digitale, ma questo metodo è scoraggiato per lo screening del cancro del colon-retto a causa di caratteristiche di prestazione molto scarse.
Entrambi i lati della scheda di prova possono essere aperti, per accedere alla carta guaiaca interna. Un lato della scheda è contrassegnato per l'applicazione dello sgabello e l'altro è per il fluido sviluppatore.
Dopo aver applicato le feci, una o due gocce di perossido di idrogeno vengono quindi gocciolate sull'altro lato del film e si osserva un rapido cambio di colore blu.

## Chimica
Quando il perossido di idrogeno viene gocciolato sulla carta guaiaca, ossida l'acido alfa-guaiaconico in un chinone di colore blu. Normalmente, quando non sono presenti sangue, né perossidasi o catalasi di origine vegetale, questa ossidazione avviene molto lentamente. L'eme, un componente dell'emoglobina presente nel sangue, catalizza questa reazione, dando un risultato in circa due secondi. Pertanto, un risultato positivo del test è quello in cui si verifica un rapido e intenso cambio di colore blu della pellicola.

## Interpretazione analitica

Proposte di reazioni ossidanti di composti nell'olio di guaiaco come spiegazione per la formazione del blu bis-metilenechinone come parte del test di guaiaco.

Il test al guaiaco può spesso essere falso positivo, il che è un risultato positivo del test quando in realtà non vi è alcuna fonte di sanguinamento. Ciò è particolarmente comune se non viene seguita la preparazione dietetica raccomandata, poiché l'eme nella carne rossa o l'attività della perossidasi o della catalasi nelle verdure, specialmente se non cotte, possono causare falsi positivi analitici.
La vitamina C può causare falsi negativi a causa delle sue proprietà antiossidanti che inibiscono la reazione del colore.
Se la scheda non è stata prontamente sviluppata, il contenuto di acqua delle feci diminuisce e ciò può ridurre la rilevazione del sangue. Sebbene la reidratazione dei campioni conservati possa invertire questo effetto, ciò non è raccomandato poiché il test diventa indebitamente sensibile dal punto di vista analitico e quindi molto meno specifico.
Alcuni campioni di feci hanno un alto contenuto di bile che provoca la comparsa di un colore verde dopo l'applicazione delle gocce dello sviluppatore. Se del tutto verdi, tali campioni sono negativi, ma se discutibilmente dal verde al blu, tali campioni sono designati positivi.
Le istruzioni del foglietto illustrativo dei produttori, ad esempio Hemoccult SENSA,  raccomandano che i farmaci antinfiammatori non steroidei (FANS), come ibuprofene e aspirina, e integratori di ferro siano sospesi per almeno diversi giorni prima dei test. Si teme che questi agenti possano irritare il corpo e causare test biologicamente positivi anche in assenza di una malattia più sostanziale, ma vi sono alcuni dubbi sulla frequenza con cui ciò si verifica con i farmaci FANS. Sebbene sia il ferro che i prodotti contenenti bismuto come antiacidi e antidiarroici possono causare feci scure che a volte sono confuse come contenenti sangue, l'effettivo sanguinamento dal ferro è insolito.
Non vi è consenso sull'opportunità di interrompere il warfarin prima di un test guaiaco. Anche quando si usano gli anticoagulanti è stata trovata un'alta percentuale di test guaiaci positivi dovuti a lesioni diagnosticabili, suggerendo che gli anticoagulanti non possono causare sanguinamento a meno che non ci sia un'anomalia.

## Applicazioni cliniche
Un uso importante del test delle feci per il sangue è il rilevamento del cancro del colon-retto. Tuttavia, altri possibili risultati positivi includono: carcinoma gastroesofageo, sanguinamenti gastrointestinali, diverticoli, emorroidi, ragadi anali, polipi del colon, colite ulcerosa, morbo di Crohn, celiachia, reflusso gastro-esofageo, esofagite, ulcere peptiche, gastrite, malattia infiammatoria intestinale, ectasie vascolari, portale gastropatia ipertensiva, fistole aorto-enteriche, emobilia, endometriosi e traumi.
Il test al guaiaco per il sangue occulto nelle feci era originariamente la principale tecnologia di screening del cancro del colon disponibile, ma ora sono disponibili anche test moderni che cercano la globina o il DNA. Diverse linee guida recenti per lo screening del carcinoma del colon hanno raccomandato di sostituire qualsiasi vecchio test del sangue occulto fecale a base di guaiaco (gFOBT) con nuovi test del sangue occulto fecale a base di guaiaco ad alta sensibilità (gFOBT) o test immunochimici fecali (FIT), che test per globina piuttosto che per l'eme rilevato con il metodo guaiaco. La US Multisociety Task Force (MSTF) ha esaminato 6 studi che hanno confrontato gFOBT ad alta sensibilità (Hemoccult SENSA) e FIT e ha concluso che non vi era alcuna chiara differenza nelle prestazioni complessive tra questi metodi e una simile raccomandazione è stata formulata dal National Guideline Clearinghouse (NGC).
I risultati di un singolo campione fecale devono essere interpretati con cautela, poiché esiste un alto tasso di falsa negatività associato al test.  Si consiglia di utilizzare tre carte, ognuna in giorni diversi, per migliorare la sensibilità.  I Centri per il controllo e la prevenzione delle malattie (CDC) in un sondaggio del 2006-2007 hanno riscontrato un uso inappropriato e esteso di gFOBT a bassa sensibilità e di singoli campioni; non è chiaro se questi approcci subottimali diffusi da allora siano diminuiti. La codifica Current Terminural Procedural Terminology (CPT) è stata modificata nel gennaio 2006 per includere il codice CPT 82270, che indica che si è verificata la raccolta consecutiva di tre campioni di feci, sia come tre carte singole che come una sola carta tripla. Da gennaio 2007, il programma US Medicare rimborsa lo screening del cancro del colon-retto con gFOBT solo quando viene utilizzato questo codice.
Il metodo del test guaiaco delle feci può essere preferibile al test immunochimico fecale (FIT) se esiste un dubbio clinico su un possibile sanguinamento gastrico o prossimale dell'intestino superiore. Tuttavia, sebbene la degradazione dell'eme sia inferiore alla globina durante il transito intestinale, con i test guaiaci delle feci si possono vedere risultati falsi negativi a causa della degradazione dell'attività della perossidasi. Ciò può causare risultati falsi negativi nelle fonti emorragiche del tratto gastrointestinale superiore, o negli adenomi e nei tumori del colon destro che presentano perdite ematiche comparabili ai test positivi delle lesioni del colon sinistro. Un gFOBT positivo con successiva colonscopia negativa può portare a un'endoscopia superiore. Non è chiaro se si tratti di un intervento efficace in presenza di una gFOBT positiva ma senza anemia.